# Z ust do ust
Z ust do ust – amerykański, komediowy film fabularny z 2005 roku, w reżyserii Roba Reinera z Jennifer Aniston i Kevinem Costnerem w rolach głównych.

## Obsada
- Jennifer Aniston jako Sarah Huttinger
- Mark Ruffalo jako Jeff Daly
- Shirley MacLaine jako Katharine Richelieu
- Mena Suvari jako Annie Huttinger
- Kevin Costner jako Beau Burroughs
- Richard Jenkins jako Earl Huttinger
- Kathy Bates jako Mimi
- Christopher McDonald jako Roger

## Opis fabuły
Sarah (Jennifer Aniston) dopiero co przyjęła oświadczyny swego chłopaka Jeffa (Mark Ruffalo), a już do ślubu szykuje się jej młodsza siostra Annie (Mena Suvari). Dziewczyna dzieli się swoimi wątpliwościami z ekscentryczną babką Katherine (Shirley MacLaine), która nieopatrznie wspomina, że 30 lat temu nieżyjąca już matka Sarah uciekła do Meksyku przed samym ślubem i miała romans z innym mężczyzną. Dzieckiem z przelotnego romansu miała być właśnie Sarah. Po przyjęciu zaręczynowym Amy, Sarah dla upewnienia się odwiedza ciotkę, która potwierdza wersję babci Sary. Dziewczyna odkrywa, że historia jej rodziny posłużyła jako podstawa powieści "Absolwent" Charlesa Webba. Poszukuje kochanka matki, by upewnić się, czy jest jego córką, jednak on wyklucza tę możliwość. Spędzają wspólnie namiętną noc, następnie kochanek zaprasza ją na bal, na którym nakrywa ich narzeczony Sary i zrywa zaręczyny. Sara próbuje wyjaśnić mu całą sytuację.